# Mouvement islandais - Terre vivante
Mouvement islandais - Terre vivante (en islandais : Íslandshreyfingin – lifandi land) est un parti politique écologiste islandais fondé le 26 mars 2007 par Ómar Ragnarsson et Sigurlín Margrét Sigurðardóttir.
En mars 2009, il a intégré le parti Alliance.

## Résultats électoraux
| Élection | Voix  | %    | Sièges |
| -------- | ----- | ---- | ------ |
| 2007     | 5 953 | 3,27 | 0 / 63 |